# Jean d'Estourmel
Pour les articles homonymes, voir D'Estourmel.
Jean Creton d'Estourmel, mort le 26 août 1557 à Templeux-la-Fosse où il est inhumé, est un militaire et homme politique français.

## Biographie
Issu d'une famille originaire du Cambrésis, il est le fils de Gilles Creton d'Estourmel, seigneur de Templeux, Guyencourt, Marquaix, gouverneur pour le Roi de la ville de Saint Quentin, et de son épouse, Hélène de Noyelles, dont le gisant est aujourd'hui dans l'église Saint-Vulgan d'Estourmel. Après son père, mort en 1522, il devient seigneur de Templeux, Marquaix, Guyencourt, Aizecourt.
En 1535, il est chambellan du duc d'Orléans. le futur Roi Henri II, alors âgé de seize ans.
En 1536, il n'hésite pas à sacrifier ses biens personnels pour contribuer à défendre la ville de Péronne contre le comte de Nassau, chargé par l'empereur d'Autriche, Charles Quint, de tenter d'envahir la Picardie. La résistance de la ville pousse les impériaux à lever le siège de Péronne le 11 septembre 1536 et à se retirer dans les Pays-Bas espagnols.
En 1541, François 1er nomme Jean d'Estourmel son premier maître d'hôtel, ainsi que général des finances et maître des fortifications aux provinces de Picardie, de Champagne et de Brie.
En 1546, il accompagne le cardinal du Bellay comme ambassadeur en Angleterre.

### Mariage et descendance
Il épouse à Saint Quentin en 1514 Madeleine d'Aumale, fille de Jean d'Aumale, vicomte du Mont Notre-Dame, et de Jeanne de Rasse. Dont :
- Jean d'Estourmel, seigneur de Guyencourt, lieutenant d'une compagnie d'hommes d'armes des ordonnances du Roi, échanson ordinaire du Roi, gouverneur de Saint-Quentin, chevalier des ordres du Roi, marié en 1539 avec Marie de Habarcq. Dont postérité ;
- Antoine d'Estourmel, seigneur de Fouilloy, Guibermesnil, baron de Massy, gouverneur et bailli de la ville d'Amiens, gentilhomme ordinaire de la chambre du Roi, chevalier des ordres du Roi, marié en 1556 avec Louise de Hames, dont postérité ;
- Gilles d'Estourmel, mort sans postérité ;
- Bonne d'Estourmel, mariée avec Jean de Longueval, seigneur de Thenelles ;
- Anne d'Estourmel, mariée avec le seigneur de La Vernade ;
- Claude d'Estourmel, chanoinesse de Nivelles ;
- Marie d'Estourmel, aussi chanoinesse de Nivelles ;
- Nicole d'Estourmel, religieuse à l'abbaye d'Avenay ;
- Marguerite, Françoise et Hélène d'Estourmel, mortes sans alliance ;
- Pierre d'Estourmel, chevalier de l'ordre de Saint Jean de Jérusalem, mort au combat en 1543[1].

### Référence
1. ↑  Abbé Paul de Cagny, Notice historique syur le château de Suzanne en Santerre (Somme) et sur la maison et marquisat d'Estourmel, Péronne, J. Quentin, 1857, 107 p. (lire en ligne), p. 32-42